# Flagge der Sorben

Flagge der Sorben

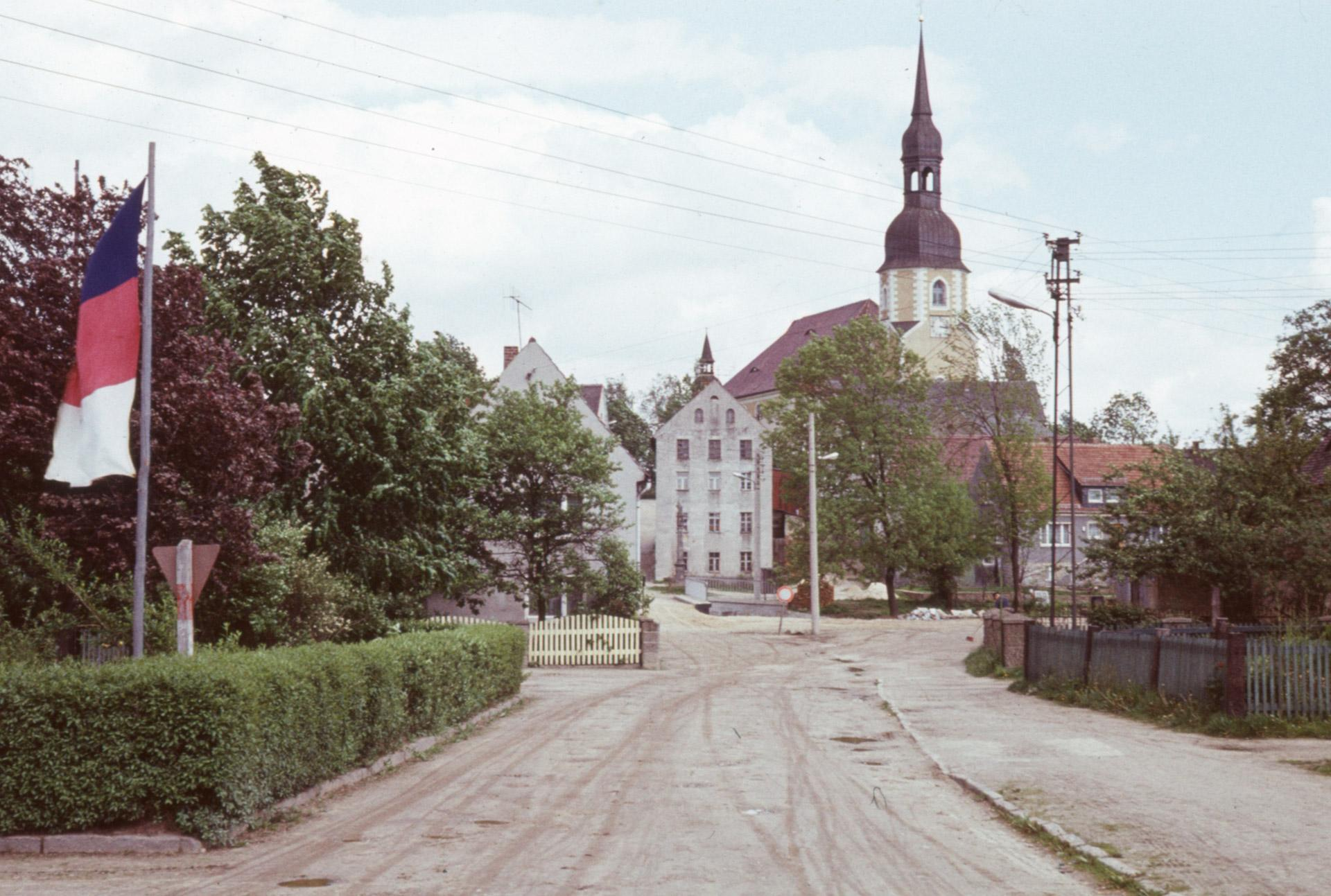
Sorbische Flagge auf dem Dorfplatz in Crostwitz (1972)

Die Flagge der Sorben (obersorbisch Serbska chorhoj, niedersorbisch Serbska chórgoj) ist eine Trikolore in den panslawischen Farben, die vom westslawischen Volk der Sorben in der Lausitz verwendet wird. Sie wurde erstmals im Jahr 1842 erwähnt. Am 23. März 1848 wurde die Farbreihenfolge blau-rot-weiß in Berlin durch Repräsentanten verschiedener slawischer Ethnien festgelegt, um sie von den anderen in den panslawischen Farben gehaltenen Flaggen zu unterscheiden. 1912 wurde die Domowina, der Bund Lausitzer Sorben, als Dachorganisation der Sorben gegründet. In der Zeit des Nationalsozialismus wurden 1935 die Flagge und 1937 der Bund verboten. Nach dem Einmarsch sowjetischer und polnischer Truppen in die Lausitz wurde die Flagge am 17. Mai 1945 erstmals wieder durch die Domowina gesetzt. In den Flaggengesetzen der Deutschen Demokratischen Republik wurde die sorbische Flagge nicht erwähnt. Die Räte der Bezirke Cottbus und Dresden regelten aber ihre Verwendung zu besonderen Anlässen und an Feiertagen.
Die Verfassung des Freistaates Sachsen regelt im Artikel 2 Abschnitt 4: Im Siedlungsgebiet der Sorben können neben den Landesfarben und dem Landeswappen Farben und Wappen der Sorben, im schlesischen Teil des Landes die Farben und das Wappen Niederschlesiens, gleichberechtigt geführt werden.

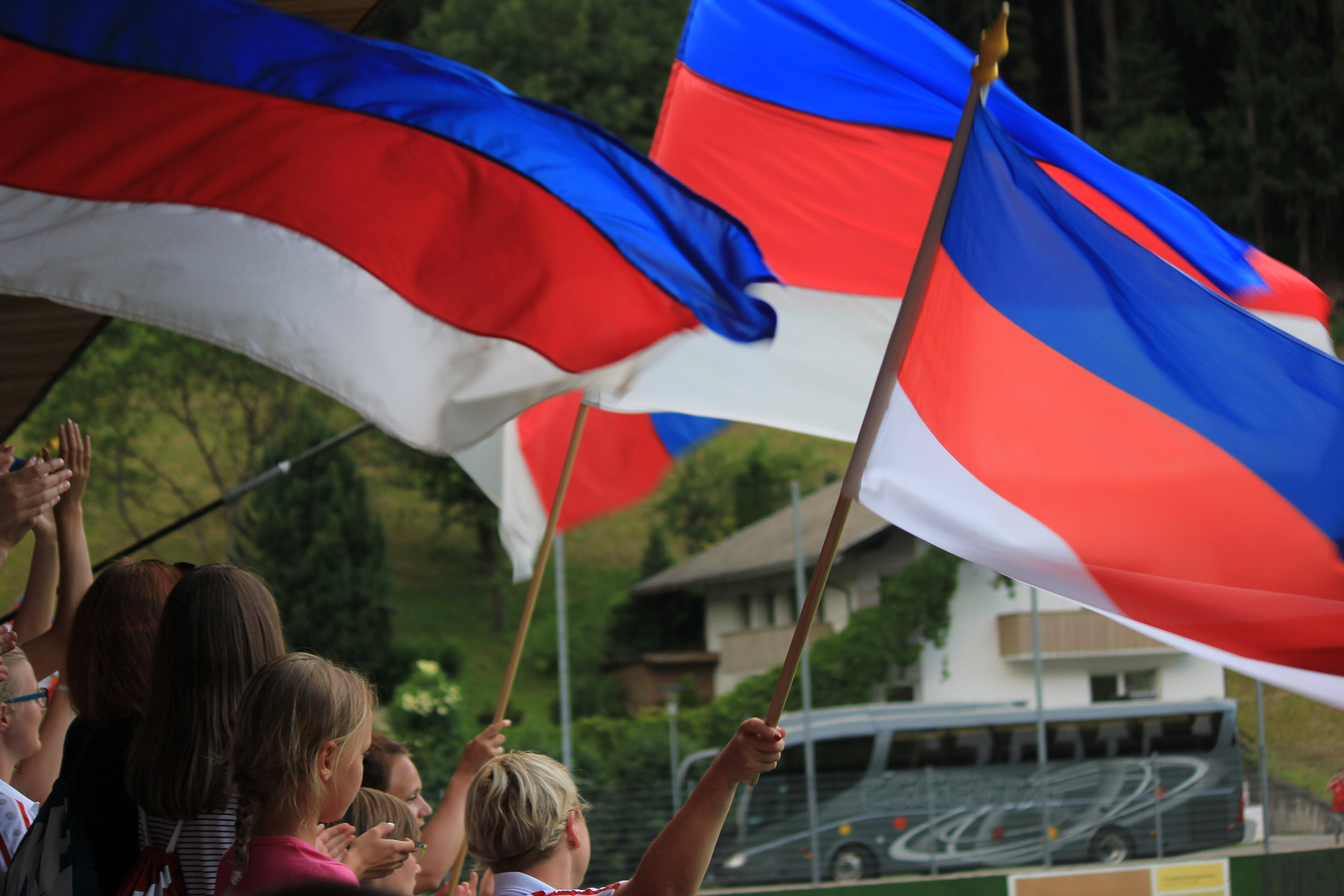
Sorbische Flaggen bei einem Fußballspiel der Europeada 2016

Im Land Brandenburg sieht Artikel 25 Abschnitt 4 der Landesverfassung zunächst nur vor: Im Siedlungsgebiet der Sorben ist die sorbische Sprache in die öffentliche Beschriftung einzubeziehen. Die sorbische Fahne hat die Farben Blau, Rot, Weiß. Das Sorben/Wenden-Gesetz regelt dann in Paragraph 4 die Verwendungsmöglichkeiten: Die sorbische/wendische Fahne hat die Farben Blau, Rot, Weiß. Sie kann gleichberechtigt mit staatlichen Symbolen verwendet werden.
Die Flagge der Sorben kann also in beiden Ländern, im sorbischen Siedlungsgebiet, gleichberechtigt mit den jeweiligen Landesflaggen verwendet werden.
Die Farben werden manchmal wie folgt beschrieben: „Oben ist der Himmel, der nach unten heller und heller wird.“ Der sorbische Dichter Handrij Zejler gab den Farben in seinen Gedichten folgende Bedeutung: Blau ist der Himmel, Rot der Sonnenaufgang und die Liebe, Weiß die Unschuld.